# Ninja Gaiden

Logo della serie tra gli anni '80 e gli anni '90

Ninja Gaiden è una serie di videogiochi prodotta dalla Tecmo, che ha come protagonista il ninja Ryu Hayabusa. La prima parte della serie, che inizia nel 1988, è conosciuta con tre titoli a causa delle diverse localizzazioni: l'originale Ninja ryūkenden (忍者龍剣伝?) in Giappone, Ninja Gaiden in Nord America e Shadow Warriors in Europa. Con il reboot del 2004 il nome è stato unificato in Ninja Gaiden, utilizzando i caratteri latini anche per l'edizione giapponese.
La serie è diventata popolare sulla console a 8-bit della Nintendo, il NES, grazie al gameplay in cui venivano ben miscelate le varie fasi di combattimento, la musica orecchiabile e l'utilizzo di scene di intermezzo che man mano svelavano la trama del gioco. La trilogia creata per l'8-bit della Nintendo fu migliorata durante il passaggio al 16-bit sul Super Nintendo nel 1995. Nel 2004 si apre una nuova era, con l'aggiunta di Ninja Gaiden per Xbox, e successivamente due sequel diretti, cinque remake, due titoli per console portatili e uno spin-off.

## Serie originale

### Arcade

#### Shadow Warriors(1988)
La versione arcade di Ninja Gaiden, distribuito nel 1988, è un gioco di combattimento simile a Double Dragon nel quale il giocatore ha il controllo di un ninja senza nome e deve attraversare diverse città e paesi degli Stati Uniti per sconfiggere un culto maligno. Il gioco arcade in sé non mostra quasi nessuna connessione con la trilogia per NES o la versione per Xbox; alcuni suoi aspetti sono stati però riutilizzati per l'episodio della serie per il NES (ad esempio il primo livello del gioco per NES è una "variazione" del primo livello del gioco arcade, anche l'introduzione del gioco sulla console ricorda molto quella presente sull'arcade).

### La serie Nintendo

#### Shadow Warriors(1988)
L'originale Shadow Warriors, era sostanzialmente un gioco di combattimento a piattaforme, messo in commercio nel 1988 per NES. Il ninja chiamato Ryu Hayabusa, allenato dal suo defunto padre Ken, si reca in America per ritrovare le statue dei Demoni (antichi oggetti con il potere di distruggere il mondo). L'avventura termina in Sud America quando Ryu combatte con Jaquio, la mente maligna responsabile della morte di suo padre Ken Hayabusa. Il gioco introduce numerose caratteristiche che verranno poi riutilizzate nei giochi successivi quali gli intermezzi animati che spiegano la storia, lo Shuriken boomerang e le tecniche ninja chiamate ninpo. Esattamente come tutti i giochi della serie Ninja Gaiden anche questo risultò famoso per l'elevata difficoltà.

#### Shadow Warriors II(1990)
Nel seguito, Shadow Warriors II: The Dark Sword of Chaos, Ryu viene a conoscenza di un nuovo nemico chiamato Ashtar. La trama del gioco ruota attorno al fatto che Ryu deve salvare da Ashtar una certa Irene Lew, agente della CIA e deve distruggere la Dark Sword (spada oscura), un'arma dall'enorme potere. Verso la fine Ryu scopre come Jaquio si sia reincarnato e sia il vero burattinaio di tutta la storia, colui che sta dietro a Ashtar e alla Dark Sword. In questo gioco si introducono per la prima volta gli Spirit Clones, ovvero delle copie invincibili di Ryu che replicano i suoi movimenti e l'aiutano combattendo al suo fianco. Viene inoltre data a Ryu la possibilità di scalare le pareti (nel precedente episodio la cosa era possibile solo continuando a saltare).

#### Ninja Gaiden III(1991)
Il terzo gioco è ricordato per essere quello con la trama più controversa tra cui si contano storie di agenti segreti, esperimenti di ingegneria genetica e enormi navi da battaglia. Il gameplay è rimasto sostanzialmente invariato e la storia parla soprattutto di Foster, un agente della CIA che ha inviato Ryu a combattere Jaquio nel primo episodio della serie. Il gioco viene largamente considerato come il più difficile di tutta la trilogia soprattutto per via del fatto che la possibilità di continuare a giocare dopo che si è morti è limitato a un certo numero di volte. La differenza più consistente tra le due serie è presente nel terzo capitolo del gioco, Ancient Ship of Doom. La versione giapponese del gioco conteneva un sistema di password simile a quello introdotto durante la riedizione della trilogia per l'SNES, mentre nella versione statunitense di Ninja Gaiden questo era stato inesplicabilmente rimosso. Oltre che per il NES ne è uscita una versione per l'Atari Lynx, l'unica pubblicata in Europa.

#### Shadow Warriors(1991)
Nel 1991 la Tecmo distribuì una versione per Game Boy chiamata Shadow Warriors. Ambientato in una versione retro-futuristica del 1985, tre anni prima gli eventi del primo Ninja Gaiden (NES), Ryu Hayabusa deve salvare New York City dalle forze dell'imperatore Garuda, un servitore di Jaquio. I servitori di Garuda includono il cyborg "Spider", il kickboxer Gregory e il suo manager Jack, l'ex colonnello Allen e il nobile giapponese Whokisai.

### La serie SEGA
La SEGA, con il permesso della Tecmo, ha sviluppato due giochi, entrambi con il nome di "Ninja Gaiden": uno per il Master System e l'altro per la console portatile Game Gear. Il primo di questi ricalca da vicino i meccanismi tipici degli episodi per NES (anche se Ryu non può più arrampicarsi sui muri ma solo saltarci sopra) ma inserisce nuovi scenari e introduce nuovi personaggi. La versione per Game Gear è invece completamente differente dagli altri episodi. Una versione per Mega Drive era in sviluppo nel 1992, mai distribuita commercialmente a causa del povero sviluppo del gioco e delle critiche prima della distribuzione. Questa versione era simile a titoli come Double Dragon, un gioco di combattimento a scorrimento, che in qualche modo riprendeva la versione arcade originale di Ninja Gaiden. Comunque, nuovi livelli e una nuova storia, secondo la quale Ryu era in viaggio negli Stati Uniti, erano stati aggiunti.

#### Ninja Gaiden(1991)
Distribuito in Giappone, Nord America e Europa per Game Gear nel 1991, questo gioco non assomigliava a nessuno degli altri titoli della serie Ninja Gaiden. Avendo uno schermo ridotto, personaggi ingranditi e meno velocità complessiva, risultò molto simile alla serie Shinobi, con uno scorrimento più lineare. Come nel caso dell'altro titolo sviluppato dalla Sega, la storia e i personaggi non erano collegati al resto della serie. Ryu Hayabusa è seguito da alcuni nemici che stanno provando a rubare la sua Spada del Drago. Alla ricerca di risposte, Ryu arriverà al responsabile della situazione.

#### Ninja Gaiden(1992)
Uscito nel 1992 solo in Europa per il Master System, questo gioco riprende i meccanismi di gioco dei precedenti titoli per la console NES, anche se alcuni cambiamenti, come la velocità di gioco o l'abilità di scalare i muri, sono stati apportati. Il gioco, inoltre, presenta una nuova storia, nuovi personaggi e scenari, assolutamente nuovi nella saga. Il Villaggio del Drago, casa del Clan del Drago e del ninja Ryu Hayabusa, è stato brutalmente distrutto. L'ultimo sopravvissuto racconta a Ryu che il sacro Bushido è stato rubato, pergamena con poteri che permettono di controllare il mondo. Ryu decide di partire all'avventura per salvare la Sacra Pergamena dalle mani del Dark Samurai.

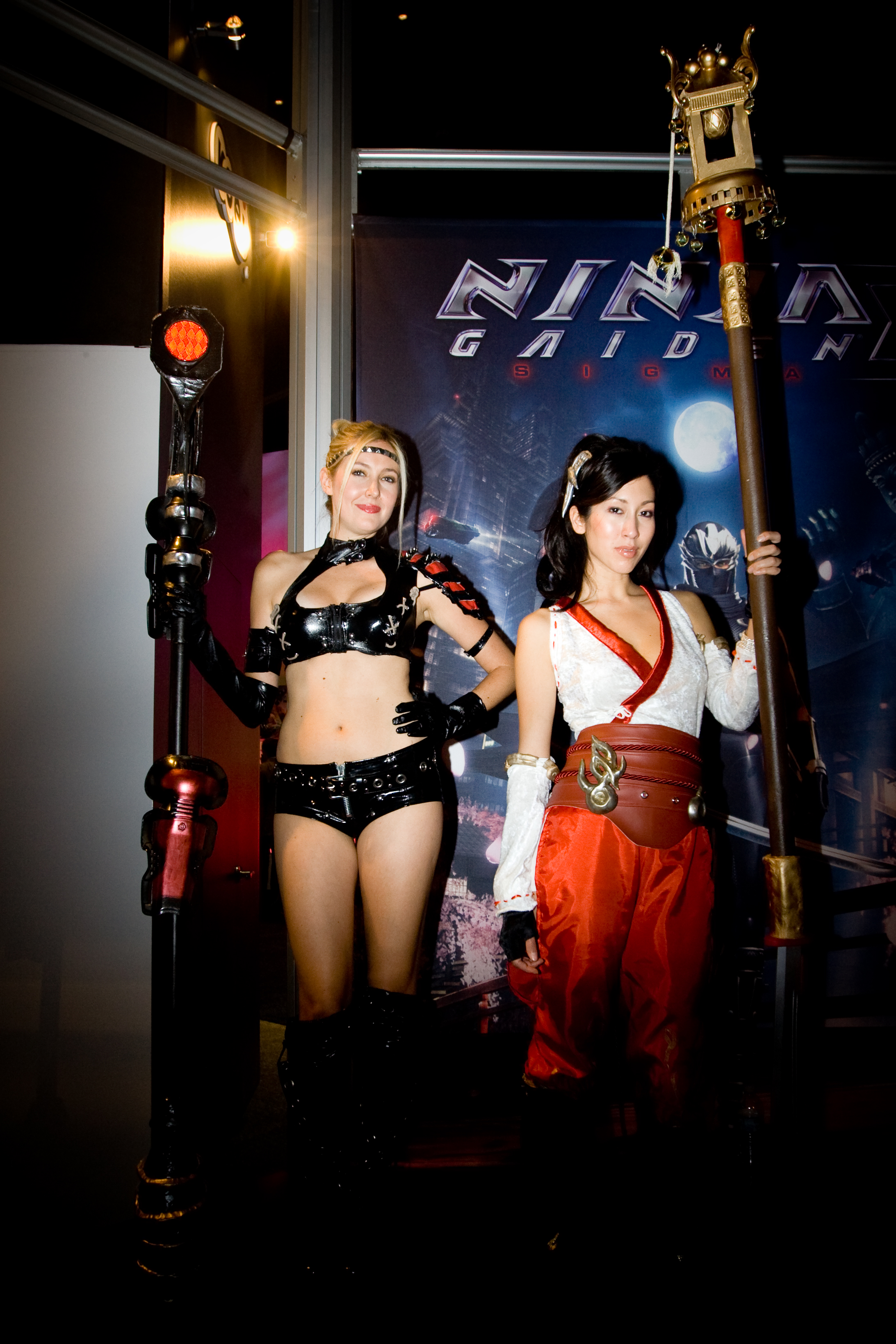
I cosplay ufficiali di Rachel e Momiji in Ninja Gaiden Sigma 2

## Serie reboot
La serie è stata ripresa dal Team Ninja, capeggiato da Tomonobu Itagaki, e riproposta in chiave moderna nel 2004 con un titolo per Xbox, Ninja Gaiden. Il protagonista è sempre Ryu Hayabusa, ultimo discendente del clan Hayabusa, in eterno conflitto con i clan che cercano di rubare la leggendaria Spada del Drago. Itagaki ha dichiarato più volte che questo reboot rappresenta allo stesso tempo un prequel della serie NES, introducendo personaggi comuni come Joe Hayabusa e Irene Lew. Allo stesso tempo i legami con la serie Dead or Alive, sempre sviluppata dal Team Ninja e pubblicata dalla Tecmo, sono stati rinforzati, facendo comparire i personaggi di entrambe le serie tra un titolo e l'altro.

### La serie prequel

#### Ninja Gaiden(2004)
Distribuito nel febbraio 2004, Ninja Gaiden per Xbox presenta una vera novità per i giochi d'azione, ottenendo ottimi risultati commercialmente, oltre che a una buona ricezione. Nel 2005 viene sviluppato e distribuito sempre per Xbox, Ninja Gaiden Black, una versione aggiornata del precedente titolo. Presenta nuovi livelli di difficoltà, così come nuovi costumi, scenari, filmati e una nuova modalità di gioco, composta da missioni singole. Nel 2007 viene pubblicato Ninja Gaiden Sigma per PlayStation 3, prodotto questa volta da Yōsuke Hayashi; il titolo introduce nuove caratteristiche di gioco, come la possibilità di interpretare il personaggio di Rachel in alcuni momenti della storia. Nel 2012 esce Ninja Gaiden Sigma Plus, porting del precedente titolo per PlayStation Vita. La serie segue le vicende legate alla Spada del Drago Nero, antico artefatto malvagio custodito nel villaggio del Clan Hayabusa. Mentre Ryu era in missione presso suo zio Murai, la spada è stata rubata dal guerriero Doku, e trasportata fino all'Impero Vigoor, dove il suo potere ha trasformato gran parte della popolazione in spietati demoni. Nel suo viaggio incontrerà la cacciatrice di demoni Rachel, in cerca di sua sorella gemella Alma.

#### Ninja Gaiden 2(2008)
Ninja Gaiden 2 è il diretto seguito del primo titolo per Xbox, questa volta pubblicato per Xbox 360 nel 2008. Il videogioco introduce delle sostanziali novità all'interno del sistema di gioco come l'autogenerazione, nuovi livelli, personaggi e armi, e rappresenta l'ultima opera di Itagaki prima delle sue dimissioni. Ninja Gaiden Sigma 2, edizione migliorata per PlayStation 3 uscita nel 2009, è stata prodotta da Yōsuke Hayashi, e presenta l'aggiunta di usare Ayane, Rachel e Momiji in alcuni momenti della storia. È stato sviluppato anche un porting per PlayStation Vita, chiamato Ninja Gaiden Sigma 2 Plus. In questo titolo il giocatore controlla ancora una volta il ninja Ryu Hayabusa, che dopo l'uccisione di diversi membri del suo clan da parte di creature malvagie e bramose di potere, decide di vendicarlo affrontando nuove terribili minacce. Si affianca a Ryu un nuovo personaggio femminile dal nome Sonia, in realtà Irene Lew, che aiuterà il ninja nella lotta contro il male. Altri personaggi introdotti sono i quattro grandi demoni Elizabét, Alexei, Volf e Zedonius, il padre di Ryu, Joe Hayabusa, e il leader del Clan del Ragno Nero, il ninja Genshin. Nel 2025 viene pubblicato Ninja Gaiden II Black per PlayStation 5, Xbox Series X/S e Microsoft Windows, una versione rimasterizzata in Unreal Engine 5 del titolo originale.

#### Ninja Gaiden 3(2012)
Ninja Gaiden 3 è il primo titolo originale sviluppato del Team Ninja con a capo Yōsuke Hayashi, distribuito per Xbox 360 e PlayStation 3 nel 2012. A differenza degli altri titoli della serie, Ninja Gaiden 3 prevede sezioni di gioco furtivo e una maggiore introspezione psicologica del protagonista, visto non più come una macchina da guerra desiderosa di vendetta ma come un eroe oscuro non privo di debolezze, introducendo una gamma di nemici umani e robotici, razionalizzando la scelta delle armi e proponendo un solo tipo di magia ninpo. La storia è stata scritta da Masato Kato, produttore dell'originale serie per NES, ma l'insieme non è stato recepito al meglio. Una versione adattata alla console Wii U, chiamata Ninja Gaiden 3: Razor's Edge, è stata distribuita come titolo d'uscita a novembre, comprendendo nuove armi, nuovi ninpo e nemici, oltre ad alcune missioni che prevengono l'utilizzo del personaggio di Ayane. La storia è incentrata su un oscuro culto di alchimisti che cercano di dominare l'intero mondo. Il portavoce di essi, il Reggente della Maschera, lancia una maledizione su Ryu, la Morsa dell'Assassino, che indebolisce il ninja ogni volta che quest'ultimo toglie una vita.

#### Ninja Gaiden 4(2025)
Durante un'intervista riguardo Yaiba: Ninja Gaiden Z del 2013, Hayashi ha confermato che il Team Ninja stava lavorando a un nuovo titolo della serie principale. Nel 2025 arriva l'annuncio ufficiale, con uscita per lo stesso anno, che il gioco è in sviluppo da PlatinumGames in collaborazione con Team Ninja e pubblicato da Xbox Game Studios. Il protagonista è il ninja Yakumo.

## Altri titoli

### Ninja Gaiden Dragon Sword(2008)
Ninja Gaiden Dragon Sword è il primo titolo della serie per Nintendo DS nel 2008. Sfruttando le nuove capacità della console, e soprattutto l'uso dello stilus, viene giocato in una posizione verticale, appoggiato sul lato, come un libro. Gli eventi di questo titolo avvengono sei mesi dopo Ninja Gaiden per Xbox, e introducono un nuovo personaggio, kunoichi e miko Momiji, poi ripreso in entrambi i titoli successivi.

### Ninja Gaiden Clans(2012)
Ninja Gaiden Clans, in Giappone 100 ban'nin no Ninja Gaiden (100万人のNINJA GAIDEN? lett. "Ninja Gaiden di 1 milione di persone"), è il primo videogioco sviluppato per sistemi Android e iOS, in collaborazione con Mobage, in cui vengono utilizzati i comandi touch screen per giocare, simile alla serie Infinity Blade. Ninja Gaiden Clan è stato distribuito in Giappone a partire dal 19 settembre 2012 per Android e dal 15 novembre 2012 per iOS. Una versione statunitense era stata annunciata ma non è mai stata distribuita.

### Yaiba: Ninja Gaiden Z(2014)
Spin-off con grafica cel-shading nato dalla collaborazione tra il Team Ninja e Keiji Inafune, produttore di Mega Man, Resident Evil e Onimusha. Il tema del videogioco è la lotta tra ninja e zombie, il protagonista è Yaiba Kamikaze, un potente ninja cyborg che nel corso dell'avventura inseguirà Ryu Hayabusa.

### Ninja Gaiden: Ragebound(2025)
Videogioco in 2D stile rétro 16bit sviluppato da The Game Kitchen, autori di Blasphemous, e pubblicato da DotEmu per Microsoft Windows, PlayStation 4, Xbox One, Nintendo Switch, PlayStation 5 e Xbox Series X/S. Il protagonista è Kenji Mozu, un giovane ninja del villaggio di Hayabusa. La pubblicazione è pianificata al 31 luglio 2025.

## Raccolte

### Ninja Gaiden Trilogy(1995)
Nel 1995 esce Ninja Gaiden Trilogy per SNES, una collezione dei tre precedenti giochi per il NES. In questa raccolta vengono inserite alcune migliorie tra cui un sistema di password (per passare immediatamente ai livelli successivi senza dover ricominciare ogni volta), nuove sequenze cinematografiche, un aggiornamento della grafica e del commento sonoro. Il terzo gioco della trilogia, in particolare, venne reso più semplice introducendo la possibilità di continuare all'infinito e "correggendo" il danno provocato dai nemici (che nell'originale per il NES era eccessivamente alto). Sfortunatamente questa versione soffriva di rallentamenti e i controlli risultavano imprecisi per via di una fastidiosa latenza nella risposta.

### Ninja Gaiden: Master Collection(2021)
Il 10 giugno 2021 è uscita sul mercato Ninja Gaiden: Master Collection per Windows, Nintendo Switch, PlayStation 4 e Xbox One, una raccolta di versioni rimasterizzate di Ninja Gaiden Sigma, Ninja Gaiden Sigma 2 e Ninja Gaiden 3: Razor's Edge.